# Chasmopygium carotifer
Chasmopygium carotifer là một loài tò vò trong họ Ichneumonidae.